# Santiago de Liniers

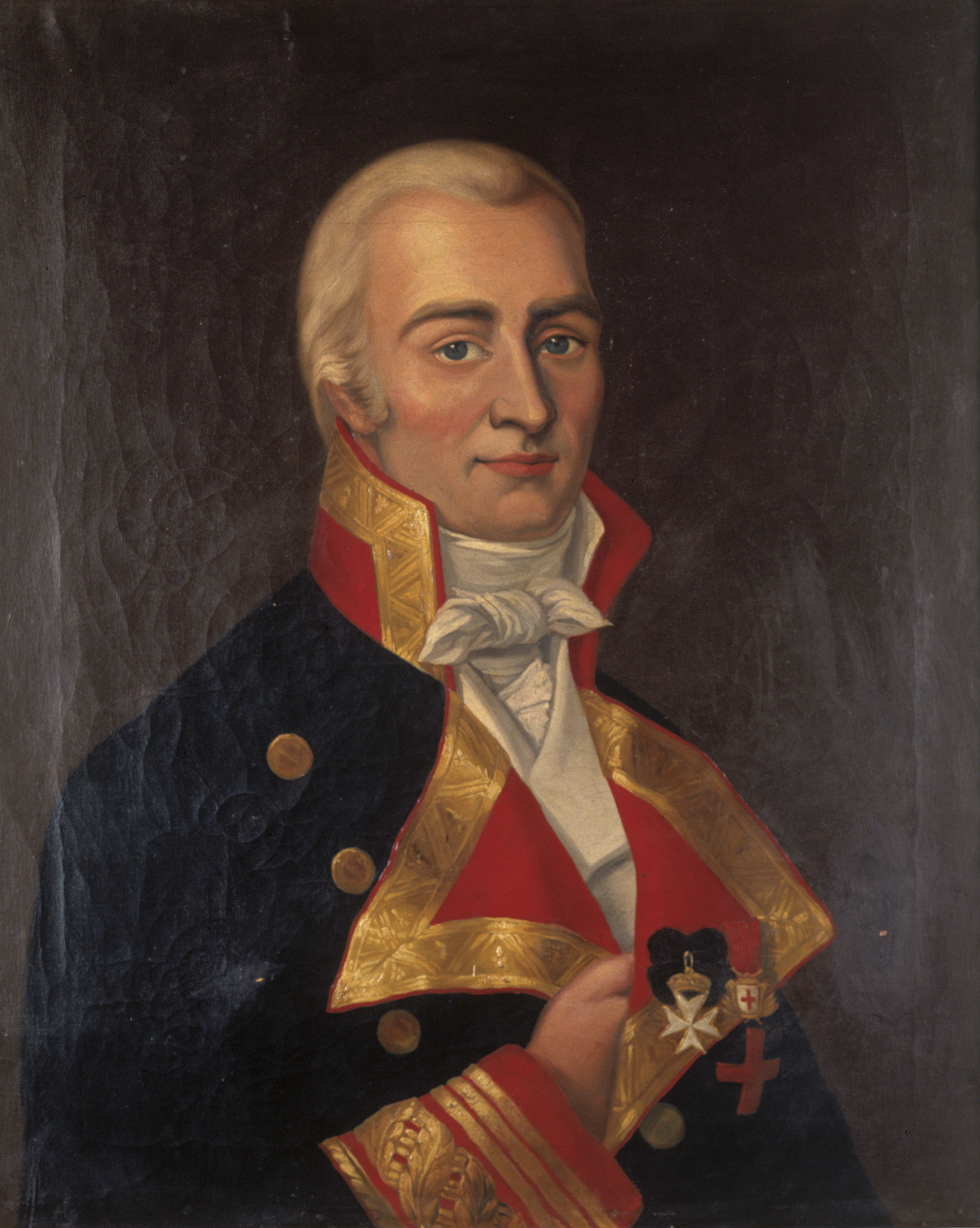
Santiago de Liniers

Jacques de Liniers (span. Santiago Antonio María de Liniers y Bremont; * 25. Juli 1753 in Niort, Frankreich; † 26. August 1810 in Cabeza de Tigre bei Córdoba (Argentinien)) war ein französischer Offizier im Dienst des spanischen Militärs und ein Vizekönig des Vizekönigreichs Rio de la Plata.

## Leben

Wappen von Santiago de Liniers, X Vizekönig des Río de la Plata.

### Militärische Karriere in Europa und Afrika
Jacques de Liniers entstammte einer Familie des französischen Adels. Sein Vater hielt den Titel eines Grafen (comte), den sein ältester Bruder erben sollte. Jacques begann seine Marinekarriere in jungen Jahren als Page des Großmeisters des Malteserordens. Nach drei Jahren Dienst kehrte er nach Frankreich zurück, entschied sich dann aber, in Dienste der spanischen Krone zu treten. Unter Alejandro O’Reilly kämpfte er in Nordafrika und trat danach in die Marineakademie von Cádiz ein.

### Erster Feldzug in Südamerika 1776
1776 ging er zum ersten Mal nach Südamerika und kämpfte im Spanisch-Portugiesischen Krieg 1776 unter Pedro de Cevallos auf dem Gebiet des heutigen Uruguay erfolgreich gegen die Portugiesen. Im Jahr darauf kehrte er zunächst zurück nach Spanien. Im Zuge des Amerikanischen Unabhängigkeitskrieges unterstützten Franzosen und Spanier ab 1779 die Amerikaner im Kampf gegen die Briten. Bei Maó auf Menorca zeichnete sich Liniers im Kampf gegen die britische Marine aus und wurde zum Fregattenkapitän befördert. Er diente in den Folgejahren auf verschiedenen Posten weiter der spanischen Marine.

### Einsatz am Río de la Plata
1788 wurde Liniers erneut nach Südamerika beordert und diente als Hafenkommandant von Buenos Aires. Nach dem Tod seiner ersten Frau heiratete er am Río de la Plata ein zweites Mal und nahm die Tochter des Händlers Martín de Sarratea zur Frau.
1802 wurde er nach Misiones versetzt, wo er als Gouverneur und Oberbefehlshaber der örtlichen Truppen amtierte. 1804 kehrte er nach Buenos Aires zurück als Chef der Marinestation.

### Befreiung von Buenos Aires im August 1806
Im Juni 1806 eroberte ein britisches Expeditionsheer unter William Carr Beresford Buenos Aires. Der Vizekönig Rafael de Sobremonte war mit seiner Familie nach Córdoba geflohen und hatte Liniers mit der (hoffnungslosen) Verteidigung betraut.
Liniers suchte in Buenos Aires Verbündete und organisierte mit Martín de Álzaga den Widerstand gegen die Briten; danach ging er nach Montevideo, wo es ihm gelang, mit Hilfe des dortigen Gouverneurs Ruiz Huidobro eine Truppe von Freiwilligen aufzustellen.
Begünstigt von seiner Kenntnis von Winden und Strömungen gelangten die Spanier über den Río de la Plata von Montevideo zurück nach Buenos Aires. Die vereinte Streitmacht unter Liniers und Álzaga konnte im Straßenkampf die Briten zur Kapitulation zwingen.
Am 12. August 1806 war Buenos Aires wieder in Händen der Spanier. Eine Ratsversammlung (cabildo abierto) forderte den Vizekönig Sobremonte demonstrativ auf, den militärischen Befehl auf Liniers zu übertragen.

### Verteidigung Montevideos, Amtszeit als interimistischer Vizekönig
Die Spanier fürchteten eine baldige zweite Invasion der Briten. Liniers begab sich erneut nach Montevideo, um dort die Verteidigung zu organisieren. Im Februar 1807 griffen die Engländer unter John Whitelocke mit einer weit größeren Streitmacht an und eroberten Montevideo. Die Real Audiencia von Buenos Aires erklärte in einem unerhörten Akt den Vizekönig Sobremonte für abgesetzt. An seiner statt sollte vorübergehend Santiago Liniers den Oberbefehl und das Amt des Vizekönigs übernehmen.

### Befreiung von Buenos Aires

Flagge eines der Transportschiffe der Royal Navy, während der zweiten britischen Invasion 1807 erobert und als Dank für den Sieg vom Vizekönig Santiago de Liniers der „Virgen de Nuestra Señora del Rosario del Milagro“ in der Basílica de Santo Domingo in Córdoba gewidmet.

Nachdem sie Montevideo und das heutige Uruguay (Banda Oriental) eingenommen hatten, wandten sich die Briten dem südlichen Ufer des Río de la Plata zu. Liniers zog sich aus Buenos Aires zurück und ordnete seine Truppen neu. Den Straßenkampf in Buenos Aires überließ er zunächst Álzaga, den er dann überraschend mit seinen Einheiten und seiner Artillerie unterstützte. Dank diesem Überraschungsmoment mussten sich die Briten am 7. Juli 1807 geschlagen geben.

### Amtszeit als anerkannter Vizekönig
Nach dem Sieg gegen die Engländer galt Liniers als Held des Volkes. Die spanische Krone billigte im Mai 1808 die Entscheidung der Real Audiencia, bestätigte Liniers im Amt und erhob ihn zum Grafen von Buenos Aires. Zugleich bildete der Sieg der Einheimischen, der ohne Unterstützung des Mutterlandes erfolgt war, den ersten Kern einer Unabhängigkeitsbewegung im heutigen Argentinien.
Im Laufe der Zeit stellte sich heraus, dass Liniers zwar ein begabter Militärtaktiker war, in politischen Dingen aber weniger Talent aufwies. Als Spanien im Zuge der Napoleonischen Kriege zum Kriegsschauplatz wurde, geriet Liniers aufgrund seiner Herkunft in die Kritik, obwohl er sich stets loyal zu König Ferdinand VII. erklärte und die Machtübernahme durch Joseph Bonaparte ablehnte.

### Absetzung, Gegenrevolution und Tod
Während auf der Iberischen Halbinsel im Zuge der Napoleonischen Kriege der Kampf zwischen den Anhängern Napoleons und den spanischen Royalisten seinen Gang nahm, befahl die Junta Suprema Central 1809 die Ablösung von Liniers, der durch Baltasar de Cisneros ersetzt wurde. Santiago de Liniers übergab sein Amt und zog sich in die Provinz Córdoba zurück. Nach der Mai-Revolution 1810 versuchte er, den royalistischen Widerstand gegen die neue Regierung zu organisieren. Auf Befehl von Mariano Moreno wurde Liniers im August 1810 wegen Hochverrats standrechtlich erschossen.

### Würdigung
Ein Stadtteil von Buenos Aires sowie eine Ortschaft in der Provinz Misiones tragen seinen Namen. Zudem wurde die Landspitze Punta Liniers an der Westküste der Antarktischen Halbinsel, international besser bekannt unter dem Namen Gaudin Point, nach ihm benannt. 